# 1446

## Събития
- 9 октомври – Обнародване на корейската азбука (хангъл/чосонгъл)

## Родени
- Пиетро Перуджино, италиански художник
- Шарлот дьо Валоа, френска благородничка

## Починали
- 15 април – Филипо Брунелески, италиански архитект